# Фаедіс
Фаедіс (італ. Faedis) — муніципалітет в Італії, у регіоні Фріулі-Венеція-Джулія, провінція Удіне.
Фаедіс розташований на відстані близько 480 км на північ від Рима, 70 км на північний захід від Трієста, 13 км на північний схід від Удіне.
Населення — 3001 особа (2014).

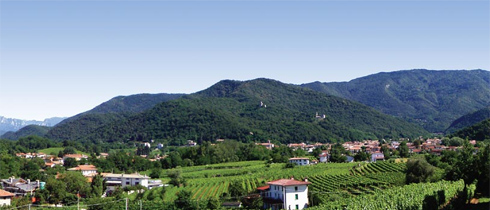

Щорічний фестиваль відбувається 15 серпня. Покровителька — Богородиця Небовзята.

## Демографія
Населення за роками:

Станом на 1 січня 2023 року в муніципалітеті офіційно проживало 113 іноземців з 29 країн, серед них 60 громадян країн Євросоюзу та 11 громадян України.

## Сусідні муніципалітети
- Аттіміс
- Капоретто
- Моїмакко
- Поволетто
- Пульферо
- Реманцакко
- Тайпана
- Торреано